# Chabab Riadhi Belouizdad
Il Chabab Riadhi Belouizdad (in arabo: الشّباب الرّياضيّ لبلوزداد), meglio conosciuto come Chabab Belouizdad, CR Belouizdad o più semplicemente come CRB, è una società calcistica algerina con sede a Belouizdad, nella provincia di Algeri. Milita in Ligue 1, la massima serie del campionato algerino di calcio.
Il CRB figura al primo posto della classifica perpetua della Ligue 1 algerina, con il record di vittorie, punti ottenuti e gol segnati in massima serie. Il Grande Chabab, com'è soprannominato, è uno dei club più popolari e titolati d'Algeria, ha sempre militato nella massima serie del campionato algerino dalla sua prima partita ufficiale, nel 1962, ed è una delle due squadre, insieme all'MC Orano ad aver partecipato a tutte le edizioni del campionato nazionale, istituito nella stagione 1962-1963 (il club ha preso parte a 55 edizioni delle 56 disputate nella Ligue 1).
Il Chabab ha vinto 19 trofei nazionali (8 campionati algerini, 8 Coppe d'Algeria, 2 Supercoppe d'Algeria e una Coppa di Lega algerina), che ne fanno il secondo club più titolato alle spalle della JS Kabylie (20), a pari merito con l'MC Algeri (19). A livello regionale e internazionale vanta, invece, la vittoria di 3 Coppe dei Campioni del Maghreb, tutte consecutive (1970, 1971 e 1972), che pongono il CRB a pari merito con il MC Algeri, dietro l'ES Sétif (9) e la JS Kabylie (7), nella classifica dei club algerini per numero di vittorie in competizioni regionali e internazionali. Il Chabab Belouzidad è stata, inoltre, la prima squadra algerina a vincere una competizione regionale.
Con i concittadini dell'MC Algeri disputa il derby più seguito del calcio algerino, che oppone le due squadre più titolate della capitale. Altre rivali sono l'USM Algeri e l'Hussein Dey. Disputa le partite casalinghe allo stadio 20 agosto 1955 e ha come colori sociali il bianco e rosso.
Dal 15 ottobre 2018 è di proprietà della società Madar Holding.

## Storia

### Fondazione
Il club fu fondato a Belouizdad (un distretto di Algeri noto precedentemente come Belcourt durante il periodo coloniale francese) il 15 luglio 1962 (dieci giorni dopo l'indipendenza algerina dalla Francia) come Chabab Riadhi de Belcourt, dalla fusione del Widad Riadhi Belcourt (fondato nel 1947 e avente sede in rue de Lyon) e del Club Athéltique de Belcourt (fondato nel 1950). Entrambi i sodalizi erano affiliati alla FFFA (Federazione calcistica della Francia) e alla LAFA (Ligue d'Alger de Football Association).

### 1963-1972: il periodo d'oro del CRB

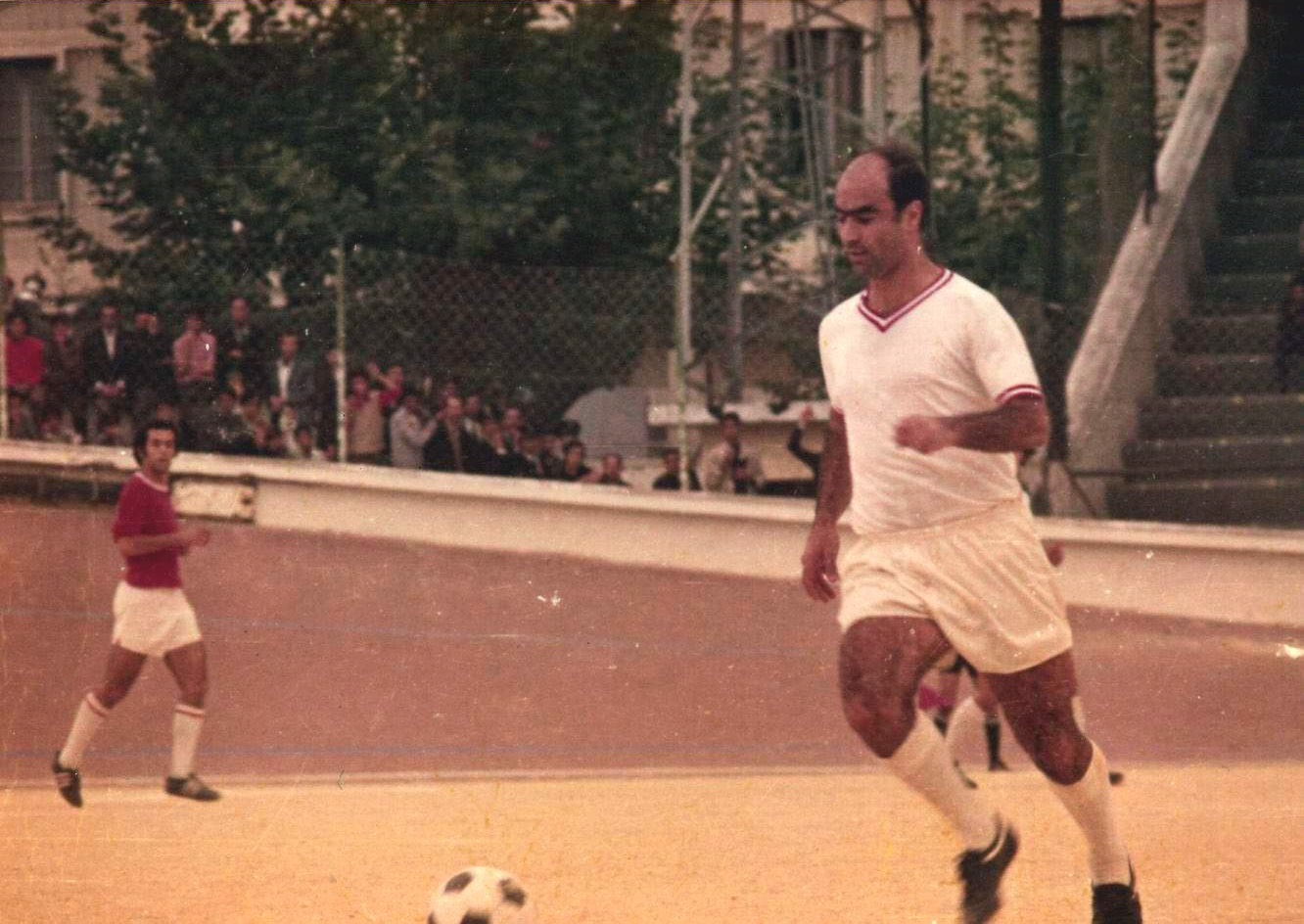
Hacène Lalmas, stella del Chabab Belouizdad tra il 1962 e il 1973.

Dal 1963 al 1972 il club conobbe numerosi successi, vincendo 10 titoli in 8 stagioni. Impostasi come una delle migliori squadre d'Africa, il Chabab Belouizdad poteva annoverare giocatori come Lalmas (nominato nel 1993 migliore calciatore algerino di sempre), Kalem, Achour e Selmi e rifornì costantemente la nazionale algerina. Sotto la presidenza di Boukida Djeloul e la guida dell'allenatore Yahia Saâdi, il club vinse il campionato nel 1964-1965, il primo trionfo di una lunga serie. Dopo aver goduto dell'appoggio di molte forze produttive locali, che decisero di finanziare il progetto sportivo del club, la dirigenza seppe coniugare giovani talenti con giocatori più esperti per creare un gruppo coeso e di valore, che tornò al successo nazionale nel 1965-1966, quando, grazie a una pregevole rimonta, vinse il campionato risalendo dall'ultimo al primo posto della graduatoria con 9 vittorie consecutive. Nel 1965-1966 fu messa in bacheca anche la prima Coppa d'Algeria nella storia della squadra. Dopo un paio di stagioni al di sotto delle attese, anche a causa di infortuni che decimarono la squadra e la stanchezza dovuta alla partecipazione dei giocatori del CRB alla Coppa d'Africa 1968 con la nazionale algerina, i successi ripresero nel 1968-1969, con la vittoria del campionato e della coppa nazionale sotto la guida di Ahmed Aaran, nelle vesti di allenatore-giocatore. Il double campionato-coppa fu ottenuto anche l'anno successivo. 
All'inizio degli anni '70 la compagine di Belouizdad si affermò anche a livello internazionale, vincendo 3 Coppe dei Campioni del Maghreb (1970, 1971 e 1972). Particolarmente propizio fu il 1970, anno in cui furono vinti tre titoli, con una sola sconfitta stagionale, in casa dell'MC Orano per 3-1. Negli anni a venire non giunsero altri successi in campionato, mentre nel 1977-1978 il club tornò a vincere la Coppa d'Algeria dopo otto anni.

### Il rinnovamento e il digiuno di successi
Dopo i trionfi degli anni '60 e '70, alla fine degli anni '70 il club entrò in un periodo non impreziosito da successi, che durò fino al 1995. Malgrado vari secondi, terzi o quarti posti, la squadra non riuscì ad arricchire la propria bacheca e nel 1987-1988 visse la più tribolata stagione della propria storia, retrocedendo in seconda divisione e perdendo la finale della Coppa d'Algeria (ai tiri di rigore contro l'USM Alger) pur disponendo di una rosa molto competitiva sulla carta (Yahi, Amani, Badache, Laamouri, Khoudja, Kabrane, Abdesamia, Kouhil, Demdoum). 
Ritrovata la massima divisione già al termine dell'annata 1988-1989 (grazie al secondo posto in seconda serie), il club faticò, tuttavia, in massima serie, tanto da sfiorare una nuova retrocessione nel 1992-1993. Grazie al quarto posto del 1993-1994, la squadra prese parte alla Coppa dei Campioni araba, in cui esordì nel 1995 raggiungendo la semifinale.

### Il graduale ritorno ai vertici
Nel 1994-1995 il CRB vinse nuovamente la Coppa d'Algeria dopo diciassette anni. Fu l'alba di un quinquennio in cui, malgrado i cambi al vertice (l'abbandono di Lefkir e l'arrivo di Selmi) e in panchina (Mourad Abdelouahab rimpiazzò la coppia Bacha-Adjaout), la compagine biancorossa tornò gradualmente a recitare un ruolo importante in ambito nazionale, grazie a calciatori quali Bekhti, Badji, Settara, Talis, Bounekdja, Selmi Yaçine, Chedba, Ali Moussa, Boutaleb, oltre a Mezouar e Boukessassa. La crescita culminò con il ritorno alla vittoria del titolo dopo trent'anni, nel 1999-2000, vittoria seguita da quella in Coppa di Lega algerina (3-0 in finale contro l'MC Orano) e bissata in campionato nella stagione successiva, in modo ancora migliore (con sette giornate di anticipo rispetto alla fine del torneo). Con l'arrivo, a metà della stagione, di Nour Benzekri, il Chabab Belouizdad riuscì a vincere 10 partite di fila.

### Gli anni bui di inizio millennio
Le annate seguenti furono incolori per il club, che subì un netto ridimensionamento anche a livello societario, con 17 calciatori campioni d'Algeria ceduti nell'arco di 18 mesi. Ad eccezione della finale di Coppa d'Algeria raggiunta nel 2002-2003, i risultati sportivi negli anni a venire peggiorarono drammaticamente, sino alle due retrocessioni sfiorate nel 2003-2004 e nel 2004-2005. Nel 2005-2006, malgrado 16 nuovi innesti in rosa, non si andò oltre il settimo posto in campionato.

### La ripresa (dal 2008)
Si dovette attendere la stagione 2008-2009 per rivedere un successo, con la vittoria della Coppa d'Algeria, accompagnata dal quarto posto in campionato. Negli anni a venire la squadra ottenne piazzamenti variabili tra il quarto e il tredicesimo posto, anche a causa delle cattive gestioni e i continui cambi presidenziali (Mahfoud Kerbadj, Azzedine Gana, Réda Malek e Mohamed Bouhafs). 
Nonostante i grigi risultati in campionato, sul finire degli anni duemiladieci la squadra riuscì a disputare altre tre finali della coppa nazionale (2012, 2017, 2019), vincendone due (2017-2019). Nel 2019-2020, a vent'anni di distanza dall'ultimo campionato vinto, il Chabab Belouizdad, passato dall'allenatore Abdelkader Amrani al tecnico francese Franck Dumas, si aggiudicò nuovamente il titolo algerino, successo bissato l'anno seguente.

## Stadio
Il club gioca le gare casalinghe allo stadio 20 agosto 1955 di Algeri, che dispone di 15 000 posti a sedere.

## Organico

### Rosa
Aggiornata al 27 ottobre 2020.
| N. |                    | Ruolo | Calciatore                     |
| -- | ------------------ | ----- | ------------------------------ |
| 1  | Algeria (bandiera) | P     | Gaya Merbah                    |
| 2  | Algeria (bandiera) | D     | Chouhaib Keddad                |
| 3  | Algeria (bandiera) | D     | Chemseddine Nessakh (capitano) |
| 4  | Algeria (bandiera) | D     | Zakaria Khali                  |
| 5  | Algeria (bandiera) | C     | Larbi Tabti                    |
| 6  | Algeria (bandiera) | C     | Zakaria Draoui                 |
| 7  | Algeria (bandiera) | C     | Youcef Bechou                  |
| 8  | Algeria (bandiera) | C     | Mohamed Islam Bakir            |
| 9  | Algeria (bandiera) | A     | Mohamed Souibaâh               |
| 10 | Algeria (bandiera) | C     | Amir Sayoud                    |
| 11 | Algeria (bandiera) | A     | Ahmed Gasmi                    |
| 12 | Algeria (bandiera) | C     | Fouad Ghanem                   |
| 13 | Algeria (bandiera) | D     | Anes Saad                      |
| 14 | Algeria (bandiera) | P     | Raïs M'Bolhi                   |

| N. |                    | Ruolo | Calciatore               |
| -- | ------------------ | ----- | ------------------------ |
| 15 | Algeria (bandiera) | C     | Housseyn Selmi           |
| 16 | Algeria (bandiera) | P     | Toufik Moussaoui         |
| 17 | Algeria (bandiera) | A     | Khaled Bousseliou        |
| 18 | Algeria (bandiera) | D     | Sofiane Bouchar          |
| 19 | Algeria (bandiera) | C     | Adel Djerrar             |
| 20 | Algeria (bandiera) | A     | Hamza Belahouel          |
| 21 | Algeria (bandiera) | C     | Samir Aiboud             |
| 22 | Algeria (bandiera) | D     | Mokhtar Belkhiter        |
| 23 | Algeria (bandiera) | D     | Zinelaabidine Boulakhoua |
| 24 | Algeria (bandiera) | C     | Bilal Tarikat            |
| 25 | Benin (bandiera)   | A     | Marcellin Koukpo         |
| 26 | Algeria (bandiera) | P     | Ahmed Abdelkader         |
| 27 | Algeria (bandiera) | D     | Rayen Hais Benderrouya   |
| 39 | Algeria (bandiera) | A     | Aymen Mahious            |

## Palmarès

### Competizioni nazionali
- Campionato algerino: 10

1964-1965, 1965-1966, 1968-1969, 1969-1970, 1999-2000, 2000-2001, 2019-2020, 2020-2021, 2021-2022, 2022-2023
- Coppa d'Algeria: 9

1966, 1969, 1970, 1978, 1994-1995, 2008-2009, 2016-2017, 2018-2019, 2023-2024
- Supercoppa d'Algeria: 2

1995, 2019
- Coppa di Lega algerina: 1

2000

### Competizioni internazionali
- Coppa dei Campioni del Maghreb: 3

1970, 1971, 1972

### Altri piazzamenti
- Coppa delle Coppe d'Africa:

Semifinalista: 1996
- Coppa dei Campioni del Maghreb:

Finalista: 1973